# 曹志刚 (將軍)
曹志剛，男，中共政治以及軍事人物、少將。曾在中国人民解放军炮兵技术学院學習，並在南京軍區以及東部戰區任職。
歷任陝西省军區副司令員、陝西省政協委員。 